# Schlechtendalia (publikacja)
Schlechtendalia – międzynarodowe czasopismo wydawane przez Instytut Geobotaniki i Ogród Botaniczny Uniwersytetu Marcina Lutra w Halle i Wittenberdze. Artykuły są w języku angielskim i obejmują zagadnienia z zakresu botaniki i mykologii. Jest bezpłatnie dostępne w internecie. Korzystanie z niego wymaga zalogowania się. Dostępne są numery archiwalne od 1998 roku.
Tytuł czasopisma nadano dla uczczenia niemieckiego botanika Diedericha Franza Leonharda von Schlechtendala. Naczelnymi redaktorami czasopisma byli kolejno: Martin Scheuplein, Uwe Braun, Denise Marx.